# Zielonka (Barłogi)
Zielonka – obecnie część wsi Barłogi w Polsce położona w województwie wielkopolskim, w powiecie kolskim, w gminie Grzegorzew.
W okresie II Rzeczypospolitej była samodzielną wsią, siedzibą gminy Krzykosy.